# Alalcomenaeus
Famille
Genre
Espèce
Alalcomenaeus est un genre éteint d'arthropodes des schistes de Burgess datés du Cambrien moyen, il y a environ 505 Ma (millions d'années). Il est peut-être apparenté à Actaeus.

## Description
Le bouclier céphalique précédait un corps de douze segments et une plaque terminale ovale. La tête présentait une paire de grands appendices, chacun débutant par une portion robuste suivie d’un long prolongement très fin. Une série d’épines sur la face interne des pattes locomotrices permettaient l’acheminement des aliments jusqu’à la bouche.